# 113 (numero)
Centotredici (113)  è il numero naturale dopo il 112 e prima del 114.

## Proprietà matematiche
- È un numero dispari.
- È un numero difettivo.
- È un numero primo (il trentesimo); succede al 109 e precede il 127.
  - È un numero primo di Sophie Germain.
  - È un numero primo permutabile con 131 e 311.
  - È un numero primo di Eisenstein con una parte non immaginaria e una parte reale: {\displaystyle 3n-1}.
  - È un numero primo troncabile a sinistra.
- È un numero nontotiente.
- È un numero altamente cototiente.
- È pari alla somma dei quadrati di 2 numeri consecutivi: 113 = 72 + 82.
- È parte delle terne pitagoriche (15, 112, 113), (113, 6384, 6385).
- È un numero palindromo e un numero ondulante nel sistema di numerazione posizionale a base 8 (161).
- È un numero omirp.
- È un numero quadrato centrato.
- È un numero intero privo di quadrati.
- È un numero malvagio.

## Astronomia
- 113P/Spitaler è una cometa periodica del sistema solare.
- 113 Amalthea è un asteroide della fascia principale del sistema solare.
- NGC 113 è una galassia lenticolare della costellazione della Balena.

## Astronautica
- Cosmos 113 è un satellite artificiale russo.

## Chimica
- È il numero atomico del Nihonio (Nh).

## Convenzioni

### Telefonia
- È il numero telefonico del servizio nazionale di pronto intervento della Polizia di Stato in Italia.
- È il numero telefonico di emergenza medica in Norvegia.

## Musica
- Un gruppo francese di hip hop si chiama   113.

## Fumetti
- 113 è l'autovettura di Topolino